# Pseudechiniscus chengi
Espèce
Pseudechiniscus chengi est une espèce de tardigrades de la famille des Echiniscidae. 

## Distribution
Cette espèce est endémique du Ningxia en Chine.

## Étymologie
Cette espèce est nommée en l'honneur de Guang-xu Cheng.

## Publication originale
- Xue, Li, Wang, Xian & Chen, 2017 : Bryochoerus liupanensis sp. nov. and Pseudechiniscus chengi. sp. nov. (Tardigrada: Heterotardigrada: Echiniscidae) from China. Zootaxa, no 4291(2), p. 324–334.